# Lethrus mikitovae
Lethrus mikitovae är en skalbaggsart som beskrevs av Nikolajev och Shukronajev 1989. Lethrus mikitovae ingår i släktet Lethrus och familjen tordyvlar. Inga underarter finns listade i Catalogue of Life.